# Ashmore (Illinois)
Ashmore é uma vila localizada no estado americano de Illinois, no Condado de Coles.

## Demografia
Segundo o censo americano de 2000, a sua população era de 809 habitantes. 
Em 2006, foi estimada uma população de 765, um decréscimo de 44 (-5.4%).

## Geografia
De acordo com o United States Census Bureau tem uma área de 
2,2 km², dos quais 2,2 km² cobertos por terra e 0,0 km² cobertos por água. Ashmore localiza-se a aproximadamente 203 m acima do nível do mar.

## Localidades na vizinhança
O diagrama seguinte representa as localidades num raio de 20 km ao redor de Ashmore. 